# Imaginaerum
Imaginaerum er det syvende studiealbum fra det finske symfoniske power metalband Nightwish. Ifølge Nightwish' sangskriver Tuomas Holopainen er albummet et konceptalbum, der fortæller historien om en gammel komponist, som mindes sin ungdom på sit dødsleje- Albummet blev produceret sammen med filmen af samme navn, som blev instrueret af Stobe Harju, som tidligere havde instrueret musikvideoen til Nightwish' "The Islander, og albummet og filmen deler samme temaer og historie. Det er gruppens andet og sidste album med Anette Olzon som forsanger.
Den første single fra albummet, "Storytime", blev udgivet den 9. november 2011, og den toppede hurtigt den finske singlehitliste. Ifølge Ilta-Sanomat solgte Imaginaerum mere end 50.000 eksemplarer i Finland på udgivelsesdagen. Den blev beskrevet som gruppens bedste album af Sonic Seducer, og det blev valgt som månedens album af det hollandske metalmagasin Aardschok Magazine.

## Spor
1. "Taikatalvi" - 2:35
2. "Storytime" - 5:22
3. "Ghost River" - 5:24
4. "Slow, Love, Slow" - 5:50
5. "I Want My Tears Back" - 5:07
6. "Scaretale" - 7:32
7. "Arabesque" - 2:52
8. "Turn Loose The Mermaids" - 4:18
9. "Rest Calm" - 6:59
10. "The Crow, The Owl And The Dove" - 4:08
11. "Last Ride Of The Day" - 4:31
12. "Song Of Myself" - 13:30
  1. "From A Dusty Bookshelf"
  2. "All That Great Heart Lying Still"
  3. "Piano Black"
  4. "Love"

## Hitlister og certificeringer
| Hiteliste (2011–2012)               | Højeste placering |
| ----------------------------------- | ----------------- |
| Australian Albums Chart             | 57                |
| Austrian Top 75 Albums              | 9                 |
| Belgian Ultratop (Wallonia)         | 39                |
| Belgian Ultratop (Flanders)         | 44                |
| Canadian Albums Chart               | 13                |
| Czech Albums Chart                  | 14                |
| Danish Albums Chart                 | 55                |
| Dutch Albums Chart                  | 24                |
| Finnish Albums Chart                | 1                 |
| French Albums Chart                 | 41                |
| German Albums Chart                 | 6                 |
| Japanese International Albums Chart | 7                 |
| Hungarian Albums Chart              | 21                |
| Irish Indie Chart                   | 15                |
| Italian Albums Chart                | 32                |
| Mexican Albums Chart                | 22                |
| Norwegian Albums Chart              | 17                |
| Polish Albums Chart                 | 19                |
| Portuguese Albums Chart             | 33                |
| Russian Albums Chart                | 10                |
| Slovenian Albums Chart              | 13                |
| Spanish Albums Chart                | 49                |
| Swedish Album Chart                 | 3                 |
| Swiss Top 100 Albums                | 3                 |
| UK Rock Chart                       | 3                 |
| UK Albums Chart                     | 69                |
| US Top Hard Rock Albums             | 2                 |
| US Top Rock Albums                  | 7                 |
| US Top Tastemaker Albums            | 13                |
| US Billboard 200                    | 27                |

| Hitliste (2011)      | Placering |
| -------------------- | --------- |
| Finnish Albums Chart | 1         |
| German Albums Chart  | 51        |
| Swiss Top 100 Albums | 77        |
| Chart (2012)         | Position  |
| Russian Albums Chart | 44        |
| Swiss Top 100 Albums | 52        |

| Land        | Certificering |
| ----------- | ------------- |
| Finland     | 3× Platinum   |
| Germany     | Gold          |
| Greece      | Gold          |
| Poland      | Gold          |
| Slovakia    | Gold          |
| Switzerland | Gold          |